# Osayamen Osawe
Osayamen Osawe (* 3. September 1993 in Benin City, Nigeria) ist ein englischer Fußballspieler.

## Karriere

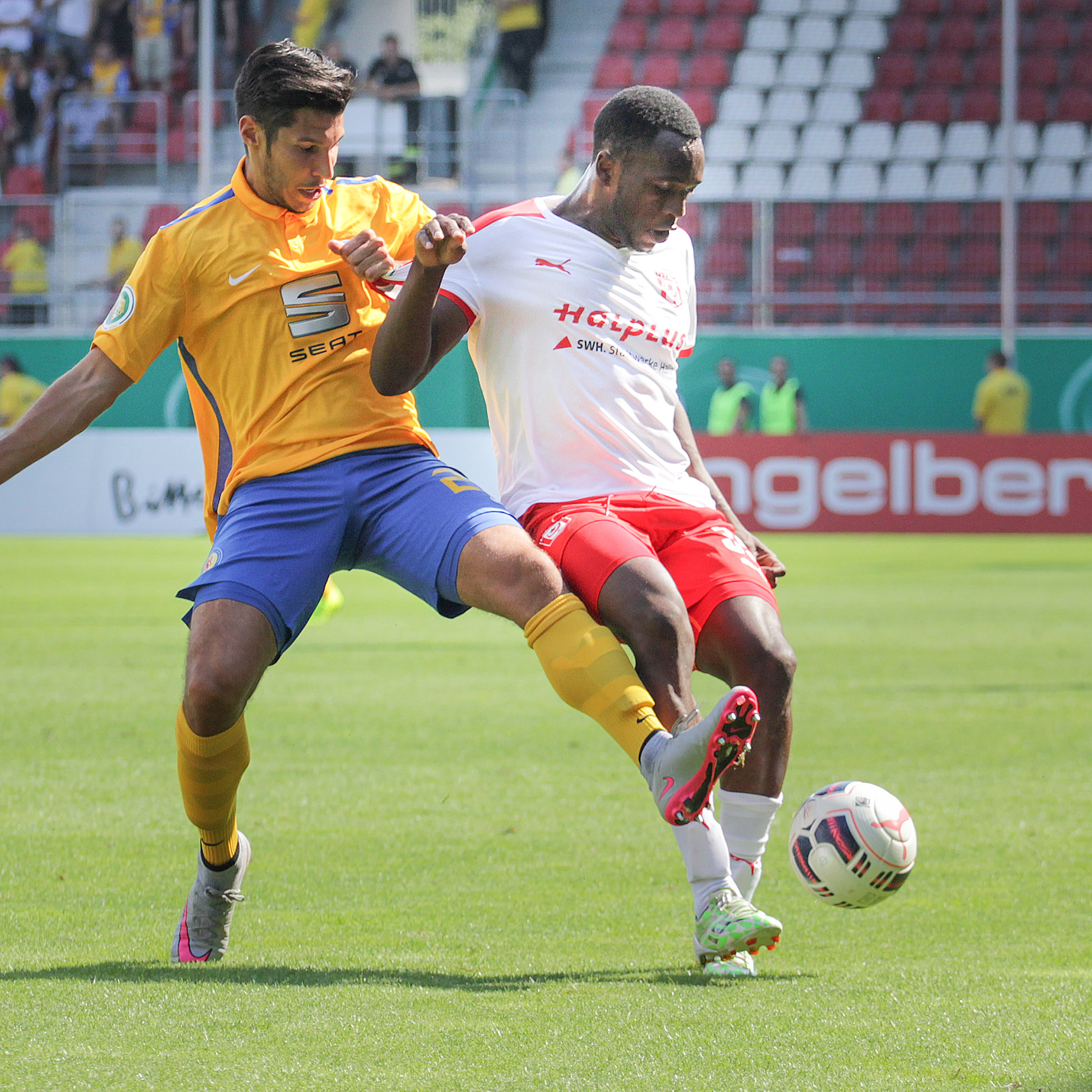
Osawe im Trikot des Halleschen FC mit Marcel Correia

Osawe spielte in seiner Jugend für die Blackburn Rovers. Für diesen Club bestritt er jedoch kein Profispiel. Im Herbst 2012 wurde er für einen Monat an den Viertligisten Accrington Stanley ausgeliehen; im Frühjahr 2013 an den Fünftligisten FC Hyde. Im Sommer 2013 wechselte er ablösefrei zum Fünftligisten FC Southport, bei dem er Stammspieler wurde. Im Sommer 2014 ging er in die deutsche Dritte Liga zum Halleschen FC, bei dem er einen Zweijahresvertrag unterzeichnete. Bei den Hallensern stand er zunächst selten in der Startelf, wurde aber oft eingewechselt. Beim 5:1-Sieg über Arminia Bielefeld erzielte er, nachdem er in der 71. Minute eingewechselt worden war, zwei Tore. Insgesamt machte er in seiner ersten Saison in Halle – meist als Einwechselspieler – sieben Tore. In seiner zweiten Saison war er Stammspieler und erzielte zehn Tore.
Zur Saison 2016/17 wechselte er zum 1. FC Kaiserslautern in die 2. Bundesliga.
Beim 3:0-Sieg gegen den VfL Bochum am 10. Spieltag erzielte Osawe alle drei Tore. Nach dem Abstieg des FCK 2018 wurde Osawes Vertrag dort ungültig. Zur Spielzeit 2018/19 unterschrieb er einen Vertrag beim Zweitligisten FC Ingolstadt 04.
Nachdem er in der Hinrunde 16 torlose Ligapartien für die Oberbayern absolviert hatte, unterschrieb Osawe im Januar 2019 beim KFC Uerdingen 05 einen Vertrag bis Juni 2021. Osawe war im ersten Halbjahr Stammspieler im Sturmzentrum, verlor den Platz in der Hinrunde 2019/20 und erlangte seinen Status in der Rückrunde wieder zurück, ehe er am Saisonende und zu Beginn der Saison 2020/21 zweimal einige Spiele wegen Muskelverletzungen verpasste und schließlich ab Oktober 2020 wegen eines Syndesmosebandrisses und einer anschließenden Operation am Knöchel bis zum Saisonende ausfiel. Danach endete sein Vertrag in Krefeld.
Nach etwas über einem Jahr Vereinslosigkeit schloss sich Osawe Ende August 2022 dem englischen Fünftligisten FC Halifax Town an. Von dort wechselte er am letzten Tag der Wintertransferperiode 2022/23 zum Regionalligisten FC Rot-Weiß Erfurt.